# Ouassi (Ouham)
Ouassi est une commune rurale de la préfecture de l’Ouham, en République centrafricaine. Elle s’étend à l’est de la ville de Batangafo.

## Géographie
La commune de Ouassi est située au nord-est de la préfecture de l’Ouham.
| Bédé      | Sido       |        |
| Batangafo | Ouassi     | Ouaki  |
| Bédé      | Lady-Gbawi | Ndenga |

## Villages
La plupart des villages sont localisés sur l’axe Gbakoui - Batangafo – Gbazara, route nationale RN4.
Les villages principaux sont : Gbazara, Goffo et Bolhom 1. 
La commune compte 33 villages en zone rurale recensés en 2003 : Bamara-Kassai, Banda, Bobazi, Bodeya, Bofondo, Bogbafio, Bogoro, Boguia, Boguidi, Bolhom 1, Bolhom 2, Bomia, Bowan-Bem, Boyo, Bozanga, Danmadji, Garo, Gbadene, Gbangto, Gbazara, Gbongangou, Gofo-Mission, Gofo-Village, Kadi 1, Kadi 2, Kagoro 2, Kakouda 2, Mbala, Morkono, Ngapele, Rounga, Tounda, Vafio 1.

## Éducation
La commune compte 8 écoles publiques : Bogoro, GBedene, Bolhom 2, Bafondo, Gbazara, Unité-Ouassi à Boguiti, Gofo-Mission et Kadi.

## Société
Un centre catéchistique tenu par des religieux catholiques capucins est installé à Gofo, il dépend du diocèse catholique de Bossangoa.